# Pristimantis adnus
Pristimantis adnus Crawford, Ryan, & Jaramillo, 2010 è una rana della famiglia Strabomantidae.